# 新元街道
新元街道是中华人民共和国河南省许昌市建安区下辖的一个街道办事处。

## 行政区划
新元街道下辖以下村级行政区划单位：
水口张社区、湾店村社区、胡寨村社区、十王村社区、位庄社区、周寨村社区、忽庄社区、吕桥社区、周庄社区、邓庄社区、武店社区、张庄社区、蒋马村和岗朱村。